# Concinnia sokosoma
Concinnia sokosoma — вид сцинкоподібних ящірок родини сцинкових (Scincidae). Ендемік Австралії.

## Поширення і екологія
Concinnia sokosoma поширені на сході Квінсленду, від Таунсвілла на південь до Інджуна. Вони живуть у вологих тропічних лісах і чагарникових заросятх, серед скель і в заростях лози, трапляються поблизу людських поселень. 